# Dicranoloma perviride
Dicranoloma perviride là một loài Rêu trong họ Dicranaceae. Loài này được Broth. & Paris mô tả khoa học đầu tiên năm 1909.